# Packer Lake (Wyoming)
Der Packer Lake (auch bekannt als Chalupa Lake oder Peters Reservoir) ist ein Stausee im Goshen County im US-Bundesstaat Wyoming. 
Er befindet sich direkt an der Staatsgrenze zu Nebraska beziehungsweise 2,5 Kilometer südwestlich von Lyman. Der See ist über den Packer Ditch mit dem Horse Creek, einem Zufluss des North Platte River, verbunden, und seine Fläche beträgt etwa 32 Hektar. Die durchschnittliche Tiefe beträgt ca. 1 Meter, die maximale Tiefe gut 3 Meter.

## Fischarten
Im Packer Lake sind unter anderem folgende Fischarten ansässig:
- Amerikanischer Flussbarsch (Perca flavescens)
- Forellenbarsch (Micropterus salmoides)
- Glasaugenbarsch (Sander vitreus)
- Katzenwels (Ictalurus punctatus)
- Regenbogenforelle (Oncorhynchus mykiss)
- Sonnenbarsche (Centrarchidae)